# Alois Kolísek

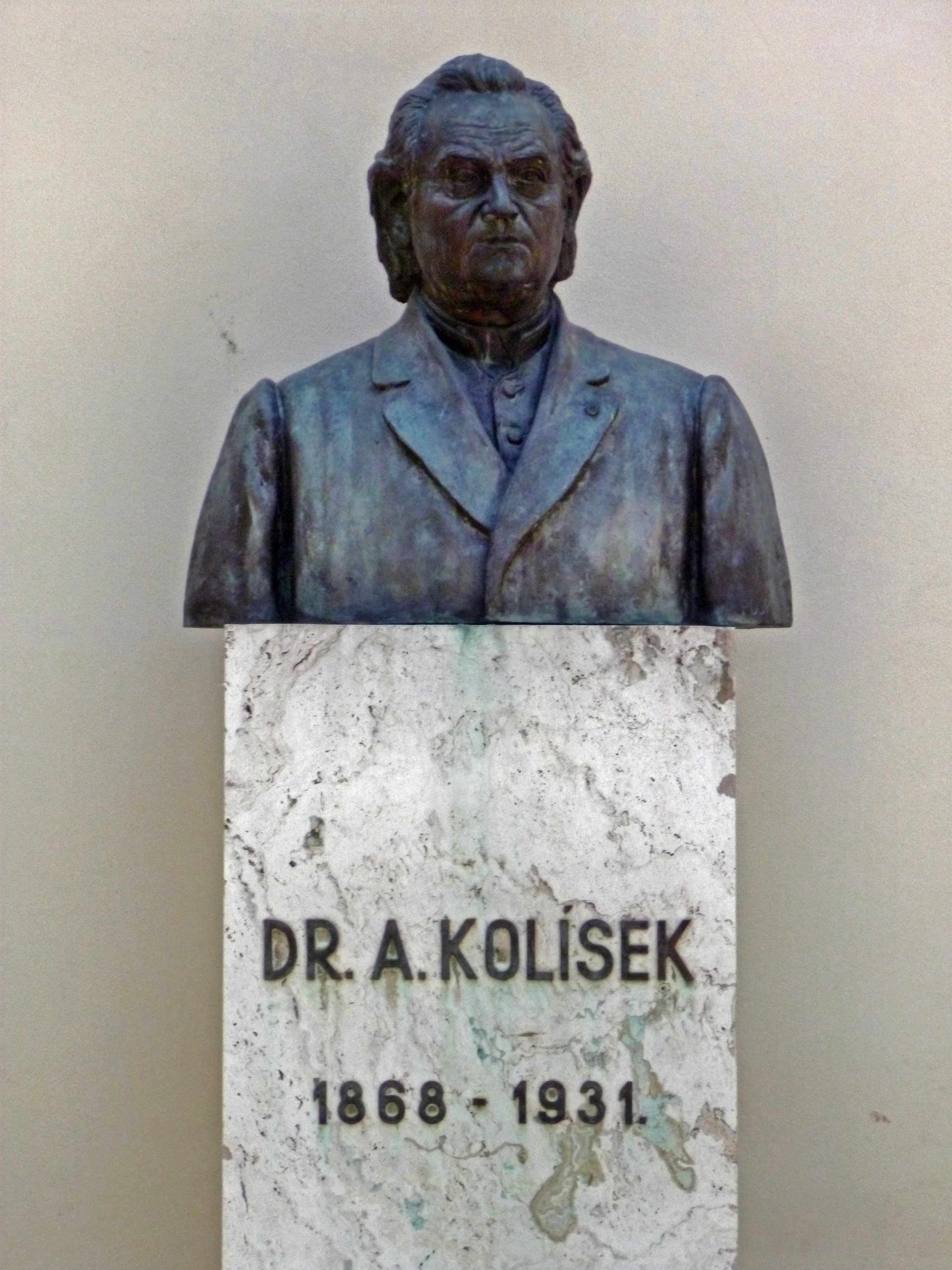
Bratislava, busta Dr. Aloise Kolíska (1868-1931)

Alois Kolísek (1. dubna 1868 Protivanov – 25. srpna 1931 Brno), byl český římskokatolický kněz, československý politik a poslanec Revolučního národního shromáždění s výraznými vazbami na Slovensko.

## Biografie
Jeho otec byl chudým tkalcem.
Vzdělání získal na vyšším gymnáziu v Brně. Roku 1891 byl vysvěcen na kněze. Studoval biskupský ústav bohoslovecký a získal doktorát z teologie v Římě. Papež ho jmenoval čestným komořím papežským a vyznamenán křížem Pro Ecclesia et Pontifice. Působil jako kněz v Náměšti nad Oslavou a Miroslavi. Od roku 1894 učil na reálce v Hodoníně (zde setrval až do roku 1918). Působil jako katecheta a duchovní správce v zemském ústavu hluchoněmých v Ivančicích. Společně se svými bratry založil tradici českých (československých) poutí do Lurd. V roce 1907 byl hlavním organizátorem přednáškového turné kněze Andreje Hlinky v Čechách a na Moravě.
Za první světové války se účastnil protirakouského odboje a v Hodoníně vytvořil místní buňku Maffie. V létě roku 1917 absolvoval cestu po Slovensku, při které navazoval kontakty se slovenskými katolickými duchovními s cílem zjistit možnost spolupráce katolického politického tábora při přípravě vzniku česko-slovenského státu. Již před válkou udržoval kontakty se slovenskými politiky. Přimlouval se za Andreje Hlinku v Římě a pomáhal z výzkumem slovenské problematiky Robertu Williamovi Seton-Watsonovi.
V letech 1918–1920 zasedal v československém Revolučním národním shromáždění. Podle údajů k roku 1918 byl povoláním profesorem reálky. Ač Čech, v parlamentu zasedal za slovenský klub (slovenští poslanci Revolučního národního shromáždění ještě nebyli organizováni podle stranických klubů), ve kterém působili tehdy i někteří Češi s vazbami na Slovensko. Fakticky politicky tíhnul k Československé straně lidové.
Od roku 1919 byl profesorem slovenské literatury a estetiky na bratislavské teologické fakultě, při jejímž vzniku stál. Angažoval se v četných společenských organizacích (čestný předseda Spolku slovenských umělců, člen výboru Slovenského národního divadla). U příležitosti 700 výročí založení Třetího řádu sv. Františka z Assisi, se v říjnu 1921 zúčastnil spolu se slovenskými římskokatolickým knězem Andrejem Hlinkou první velké společné pouti Čechů a Slováků v novodobé historii Československa.
Zemřel v srpnu 1931 v nemocnici Milosrdných bratří v Brně. Osudnou se mu stala lurdská pouť, kdy se na zpáteční cestě otrávil zkaženým jídlem.